# Errol Parker
Errol Parker est un jazzman français, pianiste, organiste, batteur et compositeur, né Raphaël Schecroun le 30 octobre 1925 à Oran (Algérie), mort le 4 juillet 1998 à New York.

## Carrière
Après avoir suivi les cours de l'école des Beaux-Arts à Paris, il choisit d'être un musicien de jazz. En mai 1950 il joue avec Django Reinhardt puis il fait partie des Be Bop Minstrels, enregistre quelques faces avec Kenny Clarke et James Moody. Il joue avec Don Byas puis forme un trio avec Roland Haynes et Ron Jefferson (en). Il sort sous le pseudonyme «Errol Parker» en 1960 un album Lorre qui obtient un gros succès commercial. En 1964 il ouvre à Paris un club le Ladybird mais en 1965 il est victime d'un accident de la route qui, à cause d'une blessure à l'épaule droite, le handicape pour jouer du piano avec vélocité. En 1968 il part pour New York où il joue avec des musiciens free-jazz. Il décide d'apprendre la batterie. En 1989 il publie son dernier album Compelling forces.

## Autobiographie
- Errol Parker (trad. de l'anglais), De bohème en galère : les pérégrinations d'un musicien de jazz à New York, Levallois-Perret, Filipacchi, 1996, 286 p. (ISBN 2-85018-632-5)